# Hypolycaena giscon
Hypolycaena giscon är en fjärilsart som beskrevs av Hans Fruhstorfer 1912. Hypolycaena giscon ingår i släktet Hypolycaena och familjen juvelvingar. Inga underarter finns listade i Catalogue of Life.